# معرض ماليزيا الزراعية بارك سيردانغ

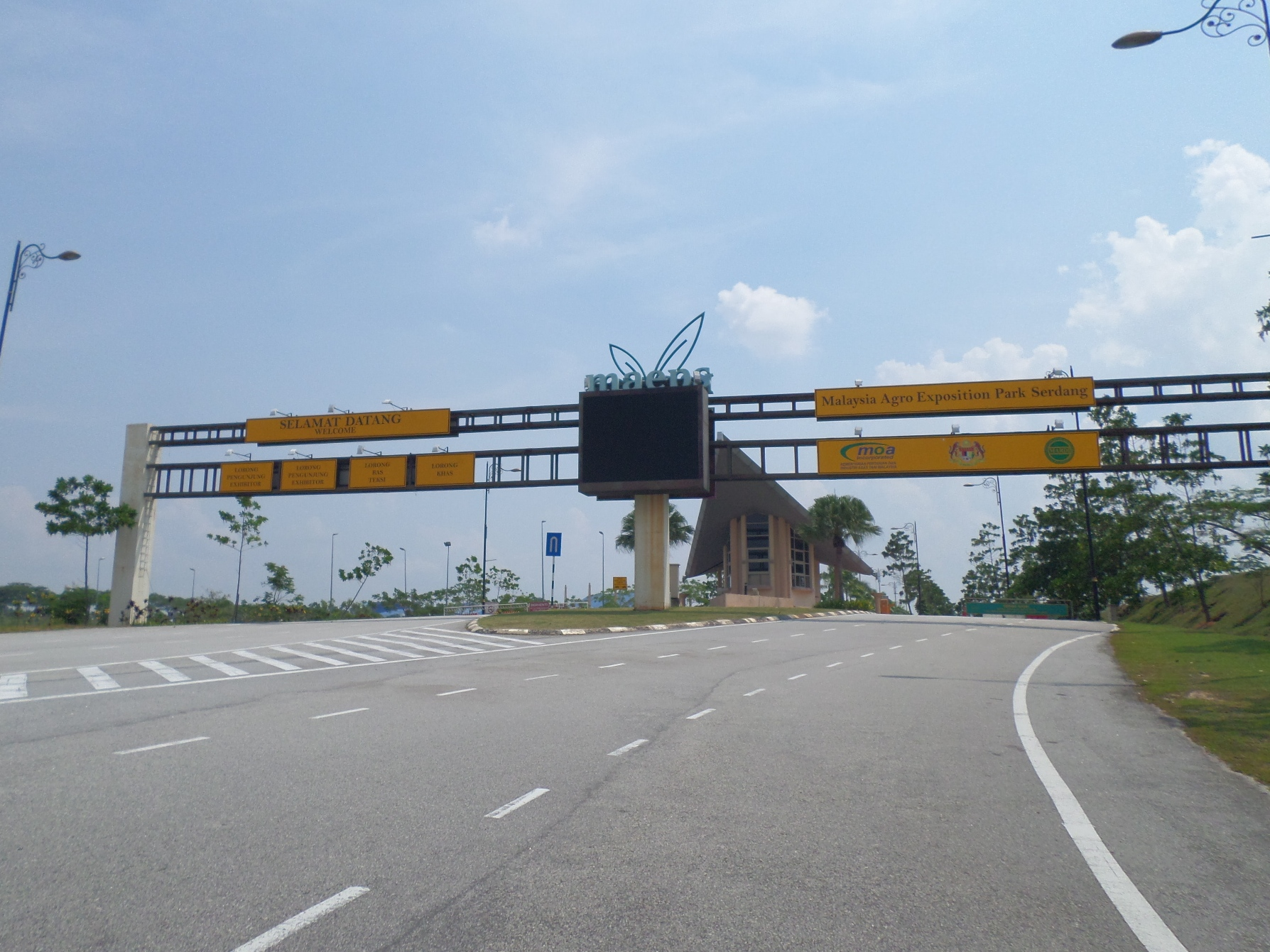

معرض ماليزيا الزراعية بارك سيردانغ (الملايو: تامان إكسبو بيرتانيان ماليزيا سيردانغ هي حديقة زراعية في مقاطعة سيبانغ سيلانغور ماليزيا. وهي أكبر حديقة زراعية في ماليزيا وآسيا. ولقد تم إنشاؤها من خلال مبادرة من وزارة الزراعة الماليزية لتكون مكانًا للاجتماعات والحوافز والمؤتمرات والمعارض، ولا سيما لأولئك الذين يُعنون بالزراعة والبستنة والسياحة الزراعية.
يقع معرض ماليزيا الزراعية بارك سيردانغ  إلى الجنوب من المعهد الماليزي للبحوث الزراعية والتنمية. ويمكن الوصول إليه عبر طريق جنوب وادي كلانج السريع
يضم مركز المؤتمرات أربع قاعات (القاعات من ألف إلى دال)، تقع على مساحة 386 هكتار (149 هكتاراً) من الأراضي. لقد تم تصميم المباني والمساحات الخارجية لتبرز أفضل المناظر الطبيعية المحيطة بها، ويقام معرض ماليزيا للزراعة والبستنة والسياحة الزراعية هنا مرة كل عامين. ولقد تم عقد المعرض الأخير في عام 2016.
وخلال جائحة كورونا في ماليزيا، تم تحويلها إلى مستشفى مؤقت لعلاج المرضى المصابين. ومن المتوقع أن يستقبل معرض ماليزيا الزراعية بارك سيردانغ أول مريض لها بعد أسبوع واحد من اكتمال عملية التحويل .وقد بدأت العملية منذ 23 أبريل مع 12 مريضا.
الأحداث
11 - 23 أغسطس 2008: معرض ماليزيا للزراعة والبستنة والسياحة الزراعية (ماها 2008)
معرض أثاث التصدير، 2009
29 نوفمبر - 12ديسمبر 2010: معرض ماليزيا للزراعة والبستنة والسياحة الزراعية (ماها 2010)
معرض ماليزيا  للزراعة والبستنة والسياحة الزراعية الدولي، 2012
بورصة السياحة الدولية الماليزية، 2012
معرض كارنيفال والكفاءة الوطني، 2013
مناظر حضرية 2013
المرافق
برج المراقبة
قاعة المعارض
سورو
لوحة
غرفة كبار الشخصيات
قاعة المؤتمرات
شاشة LED
مساحة واسعة لوقوف السيارات
عداد التذاكر
مركز المعلومات
المراجع
1-Rahmat Khairulrijal (4 April 2020). "Covid-19: Maeps transformed into massive makeshift hospital". New Straits Times. Retrieved 11 April 2020.
"2-Pusat Kuarantin di MAEPS terima pesakit, minggu depan". Berita Harian. Bernama. 10 April 2020. Retrieved 11 April 2020.
3-https://www.sinarharian.com.my/article/80289/KHAS/Koronavirus/Covid-19-12-pesakit-mula-terima-rawatan-di-MAEPS
روابط خارجية
MAEPS Website
Stub icon   This article about a Malaysian building or structure is a stub. You can help Wikipedia by expanding it.
Stub icon   This Selangor location article is a stub. You can help Wikipedia by expanding it.
Stub icon   This article about the COVID-19 pandemic is a stub. You can help Wikipedia by expanding it.